# Шульц, Хельмут
Хельмут Шульц (нем. Helmut Schultz; 2 ноября 1904, Франкфурт-на-Майне — 13 апреля 1945, Вальденбург, Саксония) — немецкий музыковед, профессор Лейпцигского университета.

## Биография
Хельмут Шульц родился в семье юриста Рейнхольда Шульца (Reinhold Otto Schultz, 1858—1933); в период с 1923 по 1927 год Хельмут изучал музыковедение, философию и филологию в Лейпцигском университете. В 1930 году он стал кандидатом наук в области музыковедения — написал диссертацию о юристе и композиторе Иоганне фон Пюттлингене (Johann Vesque von Püttlingen, 1803—1883). В 1932 году Шульц защитил докторскую диссертацию о мадригале, озаглавленную «Das Madrigal als Formideal. Eine stilkundliche Untersuchung mit Belegen aus dem Schaffen des Andrea Gabrieli (3 Madrigale Andrea Gabrielis im Anhang)»
C 1928 по 1932 год Хельмут Шульц являлся ассистентом, с 1932 по 1933 — приват-доцентом, а в период с 1933 по 1945 — экстраординарным профессор музыковедения в Лейпцигском университете и директор Музея музыкальных инструментов (стал преемником Теодора Кройера). Шульц также состоял директором Института музыковедения и Саксонского научно-исследовательского института музыковедения. 11 ноября 1933 года он, не входивший в НСДАП, был среди более 900 ученых и преподавателей немецких университетов и вузов, подписавших «Заявление профессоров о поддержке Адольфа Гитлера и национал-социалистического государства». С 1940 года Шульц являлся заместителем председателя музыкального экзаменационного управления. В 1943 году он был внезапно уволен; скончался в 1945.

## Работы
- Die Karl-Straube-Orgel des Musikwissenschaftlichen Instituts und Instrumenten-Museums der Universität Leipzig, Leipzig 1930.
- Instrumentenkunde, Leipzig 1931.
- Ludwig van Beethoven. Sein Leben in Bildern, Leipzig 1936.
- Giuseppe Verdi. Sein Leben in Bildern, Leipzig 1938.